# Bergkörvel
Bergkörvel (Chaerophyllum hirsutum) är en flockblommig växtart som beskrevs av Carl von Linné. Bergkörvel ingår i släktet rotkörvlar, och familjen flockblommiga växter. Arten har ej påträffats i Sverige.